# Helinomydaea punctiventris
Helinomydaea punctiventris är en tvåvingeart som beskrevs av John Richard Vockeroth 1972. Helinomydaea punctiventris ingår i släktet Helinomydaea och familjen husflugor. Inga underarter finns listade i Catalogue of Life.